# Elatostema gracilifolium
Elatostema gracilifolium är en nässelväxtart som beskrevs av Elmer Drew Merrill. Elatostema gracilifolium ingår i släktet Elatostema och familjen nässelväxter. Inga underarter finns listade i Catalogue of Life.